# Objeto de aprendizagem

A internet e os novos suportes de informação possibilitam novas metodologias de ensino e aprendizagem

Objeto de aprendizagem (OA) é uma unidade de instrução/ensino reutilizável. De acordo com o Learning Objects Metadata Workgroup, objetos de aprendizagem (learning objects) podem ser definidos por "qualquer entidade, digital ou não digital, que possa ser utilizada, reutilizada ou referenciada durante o aprendizado suportado por tecnologias".

## Definição
Para Wiley (2002) um objeto de aprendizagem (OA) é “qualquer recurso digital que pode ser reutilizado para suporte ao ensino”. Da mesma forma, Braga, et al. (2004)  consideram que recursos como imagens, vídeos, softwares e animações podem ser considerados OAs desde que sejam utilizados para a aprendizagem. Por outro lado, os AVAs (ambientes virtuais de aprendizagem) não são considerados OAs por esses autores, já que os AVAs podem gerenciar e armazenar OAs, mas não são utilizados diretamente na aprendizagem.
Para Audino  e Nascimento (2010), objetos de aprendizagem "são recursos digitais dinâmicos, interativos e reutilizáveis em diferentes ambientes de aprendizagem elaborados a partir de uma base tecnológica. Desenvolvidos com fins educacionais, eles cobrem diversas modalidades de ensino: presencial, híbrida ou a distância; diversos campos de atuação: educação formal, corporativa ou informal; e, devem reunir várias características, como durabilidade, facilidade para atualização, flexibilidade, interoperabilidade, modularidade, portabilidade, entre outras. Eles ainda apresentam-se como unidades auto-consistentes de pequena extensão e fácil manipulação, passíveis de combinação com outros objetos educacionais ou qualquer outra mídia digital (vídeos, imagens, áudios, textos, gráficos, tabelas, tutoriais, aplicações, mapas, jogos educacionais, animações, infográficos, páginas web) por meio da hiperligação. Além disso, um objeto de aprendizagem pode ter usos variados, seu conteúdo pode ser alterado ou reagregado, e ainda ter sua interface e seu layout modificado para ser adaptado a outros módulos ou cursos. No âmbito técnico, eles são estruturas autocontidas em sua grande maioria, mas também contidas, que, armazenados em repositórios, estão marcadas por identificadores denominados metadados". 
Um objeto de aprendizagem pode ser usado em diferentes contextos e em diferentes ambientes virtuais de aprendizagem, para atender a esta característica, cada objeto tem sua parte visual, que interage com o aprendiz separada dos dados sobre o conteúdo e os dados instrucionais do mesmo. A principal características dos objetos de aprendizagem é sua reusabilidade, que é posta em prática através de repositórios, que armazenam os objetos logicamente, permitindo serem localizados a partir da busca por temas, por nível de dificuldade, por autor ou por relação com outros objetos. Um exemplo desse tipo de repositório é o Portal do Professor, mantido pelo Ministério da Educação do governo brasileiro.
Os objetos de aprendizagem auxiliam na aprendizagem, ainda, no sentido de promover a criatividade por meio da utilização de diversas mídias: jogos, vídeos, simulações e etc. Agregando, dessa forma, maior significado ao aluno, uma vez que instigam a combinação de texto e imagem. A complementariedade de informações e recursos por meio de um ambiente colaborativo requer flexibilidade conjuntamente, principalmente, com a inovação de seus agentes.
Para que um objeto de aprendizagem possa ser recuperado e reutilizado, é preciso que esse objeto seja devidamente indexado (preenchimento dos metadados) e armazenado em um repositório. Contudo o preenchimento de metadados ainda é o gargalo no desenvolvimento dos OAs e um fator desestimulante de sua criação. Isto porque a indexação é um processo muito trabalhoso e que demanda muito tempo. Além disso, muitos criadores de OAs e indexadores têm dúvidas sobre com que valores preencher os metadados ou há interpretações diferentes sobre os valores a serem fornecidos. Os resultados são metadados incompletos, com valores ambíguos ou semanticamente inconsistentes, o que acaba por prejudicar a recuperação e, consequentemente, a reutilização dos OAs.

## Histórico
Embora seja fruto de confluências sociais, a tecnologia também pode se caracterizar como agente de mudança, e algumas vezes, quando incorporada de forma significativa, as inovações tecnológicas podem resultar em uma revolucionária quebra de paradigmas educacionais. A rede mundial de computadores, mais conhecida como Internet, é uma dessas inovações. Após influenciar a forma como as pessoas se comunicam e fazem negócios, a Internet também vem influenciando significativamente a forma como as pessoas aprendem. Consequentemente, a maior mudança poderá ser também a forma como os recursos educacionais serão projetados, desenvolvidos e integrados para serem utilizados e disponibilizados no ensino, bem como também nas comunidades virtuais. Tal cenário tem motivado a elaboração de pesquisas relacionadas à tecnologia educacional no sentido de desenvolver estudos de novas formas da utilização da tecnologia da informação e das comunicações (TIC) como um suporte efetivo ao processo de ensino-aprendizagem, sobretudo em ambientes virtuais de aprendizagem.
Na última década do século XX, a utilização destes recursos, mesmo que de forma ainda elementar e primária, permitiu o acesso muito eficiente a partir de qualquer lugar e a qualquer momento (anywhere anytime), a conteúdos educacionais, consolidando, em um primeiro momento, a aplicação mesmo que embrionária, destas tecnologias, aos processos educacionais. Entretanto já existem diversos enfoques apresentados por pesquisadores em tecnologia educacional, sendo que a maioria compartilha um enfoque comum de que a composição das partes dos cursos virtuais, total ou parcial, deve ser pequena, digital e com capacidade para a reutilização, para que efetivamente possa ser um recurso educacional.
Existem vários autores que nomeiam estes recursos educacionais como: componentes de software educacional; conteúdos de objetos compartilháveis; objetos de conhecimento (Merril, 2001); objetos educacionais; e objetos de aprendizagem.
Estes recursos educacionais podem ser chamados, genericamente, de objetos de aprendizagem, de acordo com a terminologia adotada pelo Learning Technology Standards Committee (LTSC) do Institute of Electrical and Electonics Engineers (IEEE),
"Objetos de aprendizagem são definidos como uma entidade, digital ou não digital, que pode ser usada e reutilizada ou referenciada durante um processo de suporte tecnológico ao ensino e aprendizagem. Exemplos de tecnologia de suporte ao processo de ensino e aprendizagem incluem aprendizagem interativa, sistemas instrucionais assistido por computadores inteligentes, sistemas de educação à distância, e ambientes de aprendizagem colaborativa. Exemplos de objetos de aprendizagem incluem conteúdos de aplicações multimídia, conteúdos instrucionais, objetivos de aprendizagem, ferramentas de software e software instrucional, pessoas, organizações ou eventos referenciados durante o processo de suporte da tecnologia ao ensino e aprendizagem".
O objeto de aprendizagem pode ser dividido em três partes distintas:
O objetivo, em que o aprendiz busca as informações a respeito do campo em que o seu objeto de aprendizagem vai intervir; o conteúdo institucional, no qual serão previstas as ferramentas de criação de um objeto de aprendizagem; a prática, ou feedback, que é quando o aprendiz irá fazer os testes necessários no objeto de aprendizagem para verificar se o objeto supriu as expectativas propostas na primeira parte do projeto. Caso isso ocorra, o aprendiz poderá voltar ao seu objeto e atualizá-lo sempre que precisar.
Os objetos de Aprendizagem são recursos facilitadores e promovedores da própria aprendizagem; com sua utilização, podemos aprimorar inúmeras possibilidades virtuais de ampliação do conhecimento no contexto educacional. Neste sentido, as práticas pedagógicas são indispensáveis para o uso de OAs - Objetos de Aprendizagem. Segundo LIMA; ALONSO; MACIEL : “Atualmente, com as especificações e a evolução do uso das TICs, os OAs surgem como possibilidade para o aprimoramento dos processos de ensino-aprendizagem, ao proporcionarem interatividade, reusabilidade, combinação, e interoperabilidade com um objetivo pedagógico definido”. A partir do entendimento, reflexão de nossa prática pedagógica e dos objetivos pretendidos em cada contexto ou situação; pode-se, aliado às novas relações da aprendizagem com o mundo midiático, e as inúmeras possibilidades de se ensinar e aprender, utilizar-se dos OAs para garantir o sucesso na aprendizagem a partir do conhecimento, pesquisa e utilização dos ambientes virtuais da aprendizagem, em prol de uma autoaprendizagem centrada no ritmo individual de cada aluno, em sua autonomia e potencialidades.
Recentemente, pesquisas nessa área mostram o uso de técnicas de inteligência artificial e hipermídia adaptatíva em objetos de aprendizagem, tais como nos Objetos de Aprendizagem Inteligentes  e nos Objetos de Aprendizagem Multiformes.

## Desenvolvimento de Objetos de Aprendizagem
Na web existem vários objetos de aprendizagem disponíveis, no entanto, ainda há necessidade de desenvolver novos OAs. Por ser considerado um recurso com características pedagógicas e técnicas, o desenvolvimento de novos OAs ainda é um desafio. Isso porque o detentor do conteúdo pedagógico é, em geral, um profissional da área de ensino, mas esse mesmo profissional ainda não detém o conhecimento técnico suficiente para o desenvolvimento de OAs tecnicamente mais avançados. Nesse sentido, para desenvolver novos OAs, deve-se lançar mão de metodologias de desenvolvimento específicas para objetos de aprendizagem em que, tanto o detentor do conteúdo como os profissionais da área técnica possam conjuntamente desenvolver diversos tipos de OAs. Uma das metodologias quem vem sendo utilizada para o desenvolvimento de OAs é a metodologia INTERA. Essa metodologia é de domínio público e está sendo desenvolvida e testada por pesquisadores da Universidade Federal do ABC (Braga, 2015).

## O projeto Condigital
Em 2007, o Ministério da Educação lançou um edital para financiar o desenvolvimento de recursos educacionais multimídia para o Ensino Médio de Matemática, Física, Biologia, Química e Língua Portuguesa. Este edital gerou diversas iniciativas de produção de áudios, vídeos, softwares e experimentos práticos por todo o Brasil e os primeiro recursos educacionais já estão disponível no Portal do Professor.